# 20 Dywizja Strzelecka (ZSRR)
20 Dywizja Strzelców (ros. 20-я стрелковая дивизия) – związek taktyczny piechoty Armii Czerwonej.
W grudniu 1941 roku walczyła w składzie 2 Gwardyjskiego Korpusu Kawalerii i 16 grudnia wraz z 4 Dywizją Strzelecką rozbiła niemiecką 78 Dywizję Piechoty.